# Sagaba Konate
Pour les articles homonymes, voir Konaté.
Sagaba Konate, né le 19 mars 1997 à Bamako, est un joueur professionnel malien de basket-ball évoluant aux postes de pivot et ailier fort.

## Carrière

### Carrière junior
Sagaba Konate, qui a grandi en jouant au football, ne commence à jouer au basket-ball qu’en 2014. Il attribue son amélioration au temps passé dans la salle de musculation. Jeff Kollar et sa femme deviennent les tuteurs légaux de Konate alors qu’il fréquente le lycée catholique Kennedy à Hermitage, Pennsylvanie. Au niveau secondaire, Konate reçoit le titre de Joueur de l’année et de Joueur de l’État en Pennsylvanie et est classé comme recrue trois étoiles.
Il rejoint l'université de Virginie-Occidentale et évolue pour les Mountaineers de la Virginie-Occidentale.
En tant que joueur universitaire, Sagaba Konate s'impose comme un spécialiste du contre, avec une moyenne de 3,2 contres par match lors de sa deuxième année, ce qui le place à la troisième position au niveau national en division I. Konate se porte candidat à la draft 2018 de la NBA, mais retire finalement son nom et retourne jouer avec les Mountaineers. Lors de sa deuxième année, il est nommé dans la third-team All-Big 12 et dans la conference All-Defensive Team Big 12.
Au cours de son année junior, Konate bat le record de tous les temps des Mountaineers pour le nombre de tirs contrés avec 191. Il passe la majeure partie de la saison à l’écart en raison d’une blessure au genou. Après la saison 2018-2019, Konate se déclare pour la draft de la NBA avant sa dernière année.

### Carrière professionnelle
Sagaba Konate n'est pas sélectionné lors de la draft 2019 de la NBA.

#### Début aux États-Unis (2019-2020)
Le 23 juillet 2019, il s'engage avec les Raptors de Toronto. Il participe à la NBA Summer League 2019 avec les Raptors. Il est coupé le 16 octobre 2019. Par la suite, il rejoint les Raptors 905, l'équipe de NBA Gatorade League affiliée aux Raptors de Toronto. Il se blesse durant la présaison et fait son retour le 1er janvier 2020 face aux Clippers d'Agua Caliente en prenant 3 rebonds en 11 minutes de jeu. Il établit son record personnel avec 14 points le 5 janvier 2020 face au Gold de Grand Rapids. Record de points qu'il égale à deux autres reprises dans la saison face aux BayHawks d'Érié le 7 janvier 2020 et face aux Blue Coats du Delaware le 7 mars 2020. Il termine la saison avec des moyennes par match de 4,7 points et 2,2 rebonds en 18 matchs disputés.

#### Carrière en Europe (depuis 2020)
Le 20 août 2020, il s'engage en Espagne dans la Liga Endesa avec Casademont Saragosse pour la saison 2020-2021. Il dispute son premier match en Espagne le 21 septembre 2020 face au CB Canarias en inscrivant 2 points et prenant 1 rebond en 6 minutes de jeu. Après seulement six matchs disputés, il quitte le club espagnol.
Le 29 novembre 2020, il s'engage dans le championnat grec avec le club du PAOK Salonique pour le reste de la saison 2020-2021. Il dispute son premier match le 5 décembre 2020 face à l'AEK Athènes en jouant 16 minutes pour 12 points et 6 rebonds. Il dispute 18 matchs de saison régulière avec des moyennes par matchs de 6,9 points et 4,4 rebonds. Il dispute les trois matchs de premier tour des playoffs face à l'AEK Athènes avec 1 victoire et 2 défaites, voyant ainsi sa saison se terminer.
Le 25 juin 2021, il s'engage dans le championnat italien avec le club du Pallacanestro Trieste pour la saison 2021-2022. Il dispute son premier match le 26 septembre 2021 face au New Basket Brindisi avec 15 points et 5 rebonds en 14 minutes de jeu. Le 10 avril 2022, il réalise le premier double-double de sa carrière professionnelle face au Pallacanestro Reggiana avec 20 points et 15 rebonds. Durant cette saison, il dispute 29 matchs de saison régulière pour des moyennes par match de 8,7 points et 5,9 rebonds.
Le 23 juillet 2022, il s'engage dans le championnat allemand avec le Ratiopharm Ulm pour deux saisons. Il dispute son premier match de championnat le 9 octobre 2022 face aux Rostock Seawolves avec 17 points et 7 rebonds en 26 minutes de jeu. Il ne dispute que 4 matchs de championnat pour des moyenne par match de 6,8 points et 4,3 rebonds. Il dispute son dernier match en EuroCoupe le 23 novembre 2022 et il n'est plus aligné tout le reste de la saison par le club allemand.
Le 21 juillet 2023, il s'engage dans championnat turc avec Samsunspor pour la saison 2023-2024. Il dispute son premier match le 30 septembre 2023 face au Tofaş Bursa avec 15 points et 8 rebonds en 26 minutes de jeu. Il ne dispute que 5 matchs jusqu'à fin octobre avant d'être écarté de l'équipe. Le 11 mars 2024, il quitte finalement le club turc pour rejoindre le club hongrois du BC Körmend jusqu'à la fin de la saison.
Fin novembre 2024, il s'engage en deuxième division turc en s'engageant avec Balıkesir Büyükşehir Belediyespor pour le reste de la saison 2024-2025. Il dispute son premier match le 1er décembre 2024 face à Çağdaş Bodrumspor (en) en jouant 20 minutes pour 13 points et 4 rebonds. Au final, il dispute 21 matchs de championnat pour des moyennes par match de 14,7 points et 6,7 rebonds.

### En équipe nationale
Sagaba Konate a remporté la médaille de bronze lors du Championnat d’Afrique des moins de 18 ans en 2014 avec l'équipe de basket-ball des moins de 20 ans du Mali. 

## Palmarès et distinctions

### Palmarès
- Médaille de bronze au Championnat d’Afrique des moins de 18 ans (2014)

### Distinctions personnelles
- Third-team All-Big 12 (2018)
- Conference All-Defensive Team Big 12 (2018)